# 陳徳止
陳 徳止（ちん とくし、朝鮮語: 진덕지、生没年不詳）は、中国から百済に移住していた中国系百済人の貴族、将軍。官職は、「達率」。「麻連大郡将」を任官する。中国で出土した孫の陳法子の墓誌によって陳氏一族の出自と活動が詳らかになった。陳徳止の先祖は、2世紀末の黄巾の乱を避けて中国から朝鮮に移住した中国系移民であり、熊津で暮らしていたが、漢城百済の崩壊後の百済の熊津遷都後に一族が頭角をあらわし、主に百済政府の外交と教育で活躍した。陳徳止の生年は、孫の陳法子（615年 - 680年）より二世代前であるため、555年から575年の間と推測される。関連して、陳徳止が「達率」の高位に上り詰めたのは40歳前後とみられるため、陳徳止が「麻連大郡将」に任命された時期は、595年から615年の間と推定できる。580年代に「麻連大郡将」に任命されたとする見解もあるが、陳氏一族の政治的立場を考慮すると任命時期が早すぎる。

## 家族
先祖は、後漢末期の混乱期に中国から朝鮮に移住した。移住時期は、後漢末期の184年に起きた黄巾の乱から各地方の軍閥が乱立するようになった献帝の建安年間までの間であるが、これ以上の具体的な時期は分からない。一族には、東城王代に中国南朝に派遣された陳明、太学の長官を務めた陳春、「徳率」の官に任ぜられ、参司軍を務めた陳微之、百済・唐戦争において軍事業務を担当する百済の将軍だったが、唐軍に投降し、百済滅亡後、唐の将軍として活動した陳法子などがいる。

## 考証
陳徳止の先祖は、後漢末期に黄巾の乱が勃発すると、朝鮮半島に亡命し、馬韓にたどり着く。その際に、後漢の植民地である楽浪郡・帯方郡を通過せずに、黄海を渡海、直接朝鮮半島に渡るが、その理由は、当時の楽浪郡・帯方郡は政治的・軍事的に大混乱していたからである。その後、陳徳止の先祖は熊津に定着するが、定着するようになった時期は4世紀中頃から5世紀はじめとみられ、それは、水村里遺跡から出土する中国製陶磁器から裏付けられる。そして、既にそこで暮らしていた中国人移民コミュニティと密接な関係を築き、中国人移民コミュニティで暮らしながら、断続的に渡来する中国人とも関係を構築し、地域一帯が中国人移民コミュニティの特殊地域となる。陳徳止の先祖は、漢城百済が崩壊、百済が熊津に遷都すると、中央政界に進出する足がかりを得る。陳徳止の先祖は、対中国外交の使節を輩出しており、中国文化を百済貴族に伝えることで、百済貴族の中国文化に対する要求・需要を満たし、百済貴族と密接な関係を構築することに成功した。